# Naxos (cidade)
Naxos (em grego:  Νάξος; em italiano:  Nasso) é um município da Grécia, capital da ilha homônima. Tem uma área de 126.957 quilômetros quadrados e uma população de 12.089 (2001) Localiza-se na parte ocidental da ilha, que faz parte do arquipélago das Cíclades, no Mar Egeu. Um dos centros da cultura cicládica, divide a ilha de Naxos com o município de Drymalia.
Sua maior cidade é Hora, também chamada de Cidade de Naxos, com 6.533 habitantes (censo de 2001). Suas principais vilas são Vivlos, Agios Arsenios, Glinado, Galanado, Melanes e Kinidaros.
Naxos é um destino turístico popular, com muitas ruínas acessíveis aos seus visitantes. Também apresenta diversas praias, como as de Agia Anna, Agios Prokopios, Alikos, Kastraki, Mikri Vigla, Plaka e Agios Georgios, a maioria perto de Hora.